# Auswärtstorregel
Die Auswärtstorregel wird in manchen Fußball- sowie auch Handball-Pokalwettbewerben, die ein Hin- und Rückspiel vorsehen, angewendet, um eine Entscheidung über den Sieger möglichst ohne eine Verlängerung oder ein Wiederholungsspiel zu erzwingen. Sie besagt, dass bei unentschiedenem Spielstand in der Addition von Hin- und Rückspiel, also bei Punkt- und Torgleichheit, diejenige Mannschaft die nächste Runde erreicht, die mehr Auswärtstore erzielt hat. Sie wurde 1965 erstmals international angewendet.

## Anwendung
Die Regel kommt zur Anwendung, wenn beide Mannschaften nach Hin- und Rückspiel die gleiche Anzahl Tore aufweisen (Spezialfall siehe unten). Die Mannschaft, die dann mehr Auswärtstore aufweisen kann, gewinnt.
```
 
Beispiel 1 (2 Heimsiege)

 Mannschaft A 1:0 Mannschaft B (Stadion Mannschaft A)
 Mannschaft B 3:2 Mannschaft A (Stadion Mannschaft B)
 
Sieger: Mannschaft A
 (Mannschaft A 3:3 Mannschaft B → Auswärtstorregel: Mannschaft A 2:0 Mannschaft B)
```

```
 
Beispiel 2 (2 Auswärtssiege)

 Mannschaft A 0:1 Mannschaft B (Stadion Mannschaft A)
 Mannschaft B 2:3 Mannschaft A (Stadion Mannschaft B)
 
Sieger: Mannschaft A
 (Mannschaft A 3:3 Mannschaft B → Auswärtstorregel: Mannschaft A 3:1 Mannschaft B)
```

```
 
Beispiel 3 (2 Remis)

 Mannschaft A 1:1 Mannschaft B (Stadion Mannschaft A)
 Mannschaft B 2:2 Mannschaft A (Stadion Mannschaft B)
 
Sieger: Mannschaft A
 (Mannschaft A 3:3 Mannschaft B → Auswärtsregel: Mannschaft A 2:1 Mannschaft B)
```

In allen drei Beispielen beträgt der Spielstand beider Mannschaften 3:3, aber Mannschaft A hat jeweils (mehr) Auswärtstore erzielt als Mannschaft B. Damit ist Mannschaft A der Sieger in allen Beispielen, obwohl in Beispiel 3 sogar kein Team eine Partie gewinnen konnte.
Prinzipiell ist die Anzahl der Auswärtstore lediglich bei Punkt- und Torgleichheit von Bedeutung.
Zu Verwirrungen und falschen Schlussfolgerungen führt regelmäßig die in Fankreisen vertretene (fehlerhafte) Ansicht, dass Auswärtstore doppelt zählen würden. Verlöre beispielsweise eine Mannschaft auswärts 2:3, so würde sie nach dieser Lesart im Gesamtergebnis 4:3 führen (Verdoppelung der zwei Auswärtstore) und mit einem 0:0 im Heimspiel in die nächste Runde einziehen. Das ist jedoch nicht korrekt, vielmehr muss diese Mannschaft nach einer 2:3-Niederlage auswärts ihr Heimspiel mit 1:0, 2:1 oder mit mehr als einem Tor Differenz gewinnen, um in die nächste Runde einzuziehen. Bei einem 3:2-Heimsieg nach einer 2:3-Auswärtsniederlage ginge das Spiel in die Verlängerung.

## Die Auswärtstorregel nach Verlängerung
Falls beide Mannschaften nach zwei Partien gleich viele Tore und gleich viele Auswärtstore erzielt haben, geht das Rückspiel in die Verlängerung. In den meisten Fällen (fast alle UEFA-Wettbewerbe wie Champions League oder Europa League bis zur Saison 2020/21) wird die Auswärtstorregel auch auf das Resultat nach Verlängerung angewendet.
```
 
Beispiel

 Mannschaft A 2:0 Mannschaft B
 Mannschaft B 2:0 Mannschaft A
 
Das Spiel geht in die Verlängerung.

 
nach Verlängerung
 Mannschaft B 3:1 Mannschaft A
 
Sieger: Mannschaft A
```

Falls die Verlängerung torlos war (also die Anzahl Tore und Auswärtstore danach immer noch gleich ist), fällt die Entscheidung im Elfmeterschießen. Hier kommt die Auswärtstorregel nie zur Anwendung.
Diese Regel wird in den europäischen Handballwettbewerben nicht angewendet. Sollten beide Mannschaften nach der regulären Spielzeit des Rückspiels auch gleich viele Auswärtstore erzielt haben, beide Spiele haben also mit dem gleichen Ergebnis geendet, so gibt es ein Siebenmeterwerfen ohne vorige Verlängerung.

### Variation nach Verlängerung
In einigen Wettbewerben, z. B. der CONCACAF Champions League, wird die Auswärtstorregel nach einer Verlängerung allerdings nicht angewendet.
```
 
Beispiel

 Mannschaft A 2:0 Mannschaft B
 Mannschaft B 2:0 Mannschaft A
 
Das Spiel geht in die Verlängerung.

 
nach Verlängerung
 Mannschaft B 3:1 Mannschaft A
 
Die Entscheidung fällt im Elfmeterschießen.
```

### Spezialfall im englischen Fußball bis 2018/19
Eine ungewöhnliche Variante kam beim englischen Ligapokal im Halbfinale (der einzigen Runde mit Hin- und Rückspielen) bis zur Saison 2018/19 zur Anwendung: Hier wurde die Auswärtstorregel nur nach einer Verlängerung, nie jedoch nach der regulären Spielzeit angewendet. Es konnte sein, dass sich der Spielstand nach der Verlängerung nicht änderte, aber dennoch kein Elfmeterschießen nötig wurde.
```
 
Beispiel

 Mannschaft A 2:0 Mannschaft B
 Mannschaft B 3:1 Mannschaft A
 
Das Spiel geht in die Verlängerung.

 
nach Verlängerung
 Mannschaft B 3:1 Mannschaft A
 
Sieger: Mannschaft A
```

## Fußball: Abschaffung in K.-o.-Runden von UEFA- und DFB-Wettbewerben ab 2021
Beschwerliche Anreisen der Auswärtsmannschaften und fehlende Normen z. B. bei Platzgröße führten in der Vergangenheit dazu, dass die Gastgeber einen Vorteil im eigenen Stadion genossen. Als Zweck der Auswärtstorregel wurde angeführt, diesen Heimvorteil zu kompensieren und das Auswärtsteam zu einer offensiveren Spielweise zu ermutigen.
Im Laufe der Zeit nahm die Bedeutung des Heimvorteils allerdings ab, was sich auch in der Statistik widerspiegelte. Während im Zeitraum 1965 bis 1981 noch rund zwei Drittel der Heimteams im Europapokal gewannen, gelang dies zwischen 1997 und 2013 nur noch etwas weniger als der Hälfte. Die Auswärtstorregel würde zudem dazu animieren, zuhause defensiver aufzutreten.
Im Mai 2021 empfahl die Kommission für Clubwettbewerbe der UEFA die Abschaffung der Regel.
Seit der Saison 2021/22 wird diese Regel nicht mehr in K.-o.-Spielen von Fußballwettbewerben der UEFA bzw. des DFB (z. B. UEFA Champions League, UEFA Europa League und UEFA Europa Conference League sowie die Relegationsspiele zur Bundesliga und 2. Bundesliga) benutzt.
Stattdessen geht bei gleicher Tordifferenz nach zwei Spielen (bspw. 1:2 und 2:3, wobei früher das Team mit einem Heim- und drei Auswärtstreffern weitergekommen wäre, nun aber ein absolut gleichwertiges 4:4-Unentschieden zu Buche steht) das Rückspiel in eine 30-minütige Verlängerung zzgl. kurzer Pause, wie es früher lediglich bei zweimal dem exakt gleichen Resultat (bspw. 1:2 und 1:2) der Fall gewesen wäre. Sollte es auch dort zu keiner Tordifferenz über zwei Spiele mehr kommen, wird wie gehabt ein Elfmeterschießen ausgetragen, aus welchem der Sieger in die Folgerunde einzieht.
In der Gruppenphase der europäischen Wettbewerbe gilt die Auswärtstorregel weiterhin. Sie kommt dann zur Anwendung, wenn nach jeweils sechs Spielen zwei Mannschaften nach Punkten sowie nach den oben (K.-o.-System) beschriebenen Kriterien in den Spielen untereinander (Direktvergleich) komplett gleichauf stehen. Dann käme die Mannschaft weiter, die in allen Gruppenspielen mehr Auswärtstore erzielt hat. Führt auch dies zu keiner Entscheidung, wird die Tordifferenz aller Gruppenspiele zu Hilfe genommen. Weitere Kriterien sind dann erzielte Tore, erzielte Auswärtstore, Anzahl an Siegen in der Gruppenphase, Anzahl an Auswärtssiegen in der Gruppenphase, die Fair-Play-Wertung und in letzter Instanz der UEFA-Klub-Koeffizient.
Falls drei Mannschaften punktgleich sein sollten, wird zunächst eine Tabelle mit lediglich diesen drei Vereinen errechnet und diese dann in die Gesamttabelle eingeordnet.

## Handball: Abschaffung in Wettbewerben der Europäischen Handballföderation ab 2022
Die Europäische Handballföderation (EHF) erklärte im April 2022, die Auswärtstorregel in ihren Wettbewerben ab der Spielzeit 2022/2023 nicht mehr anzuwenden. Im Falle eines Gleichstands nach zwei Spielen in einer K.-o.-Runde wird es stattdessen eine Entscheidung durch Siebenmeterwerfen geben.